# آندریا باونا
آندریا باونا (انگلیسی: Andrea Bavena؛ زادهٔ ۴ مارس ۱۹۹۰) بازیکن فوتبال اهل ایتالیا است.
از باشگاه‌هایی که در آن بازی کرده‌است می‌توان به باشگاه فوتبال اینتر میلان و باشگاه فوتبال آولینو اشاره کرد.
وی همچنین در تیم‌های ملی فوتبال زیر ۱۷ سال ایتالیا و Italy Lega Pro representative teams بازی کرده‌است.